# Альберта (яхта королевы Виктории)
«Альбе́рта» — яхта королевы Великобритании Виктории с 1863 по 1901 год.

## История
Яхта «Альберта» была спущена на воду 3 октября 1863 года из Пембрук-Дока, где она была построена на верфи. Колёсный пароход имел водоизмещение 370 тонн, был в длину 160 футов (49 м), шириной 23 фута (7 м) и имел осадку 8 футов (2,4 м).
Королева Виктория совершала на ней путешествия.
В 1896 году на яхте «Альберта» было перевезено тело принца Генриха Баттенберга, который умер в Западной Африке от малярии.

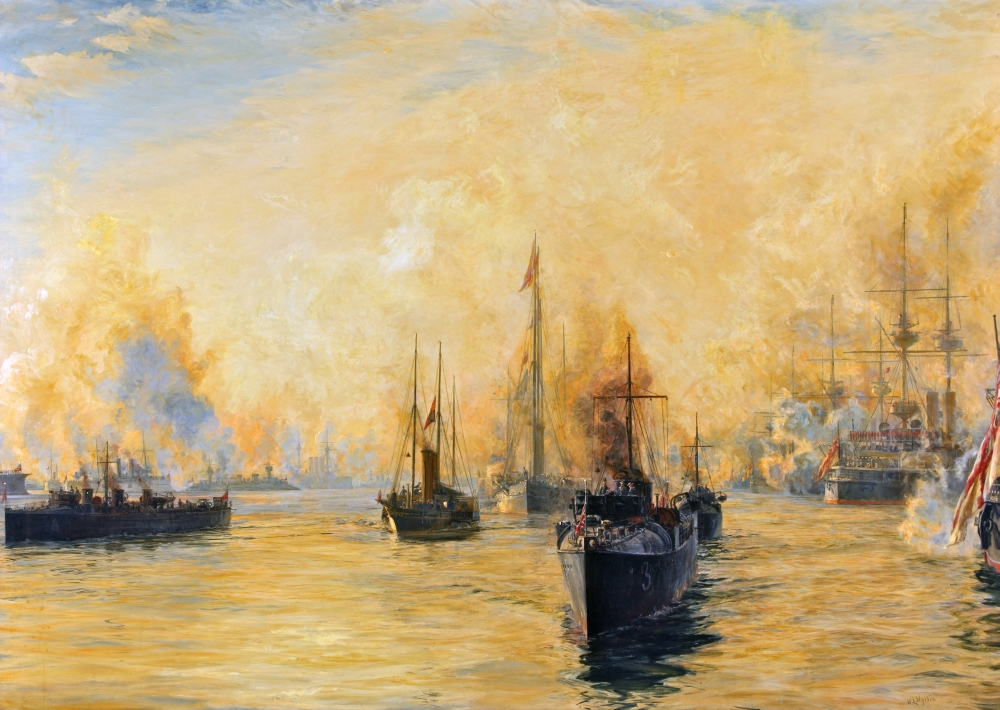
Уход Великой Королевы, картина Уильяма Уилли

Королева Виктория умерла 22 января 1901 года, в возрасте 81 года, в своей резиденции в Осборн-хаусе на острове Уайт. Спустя 9 дней, 1 февраля гроб с телом королевы был перевезен на яхте «Альберта» в Госпорт, откуда затем он был доставлен в Лондон для похорон. Когда яхта с гробом королевы проплывала мимо кораблей Королевского флота, 40 кораблей отдали пушечный салют, на кораблях оркестры играли похоронный марш, а офицеры отдавали честьНочью гроб охраняли солдаты морской пехоты.
После смерти Виктории яхта оставалась в строю до 1913 года, когда она была выведена из эксплуатации и разобрана.